# Kalendarium powstania warszawskiego – 7 sierpnia

## 7 sierpnia, poniedziałek

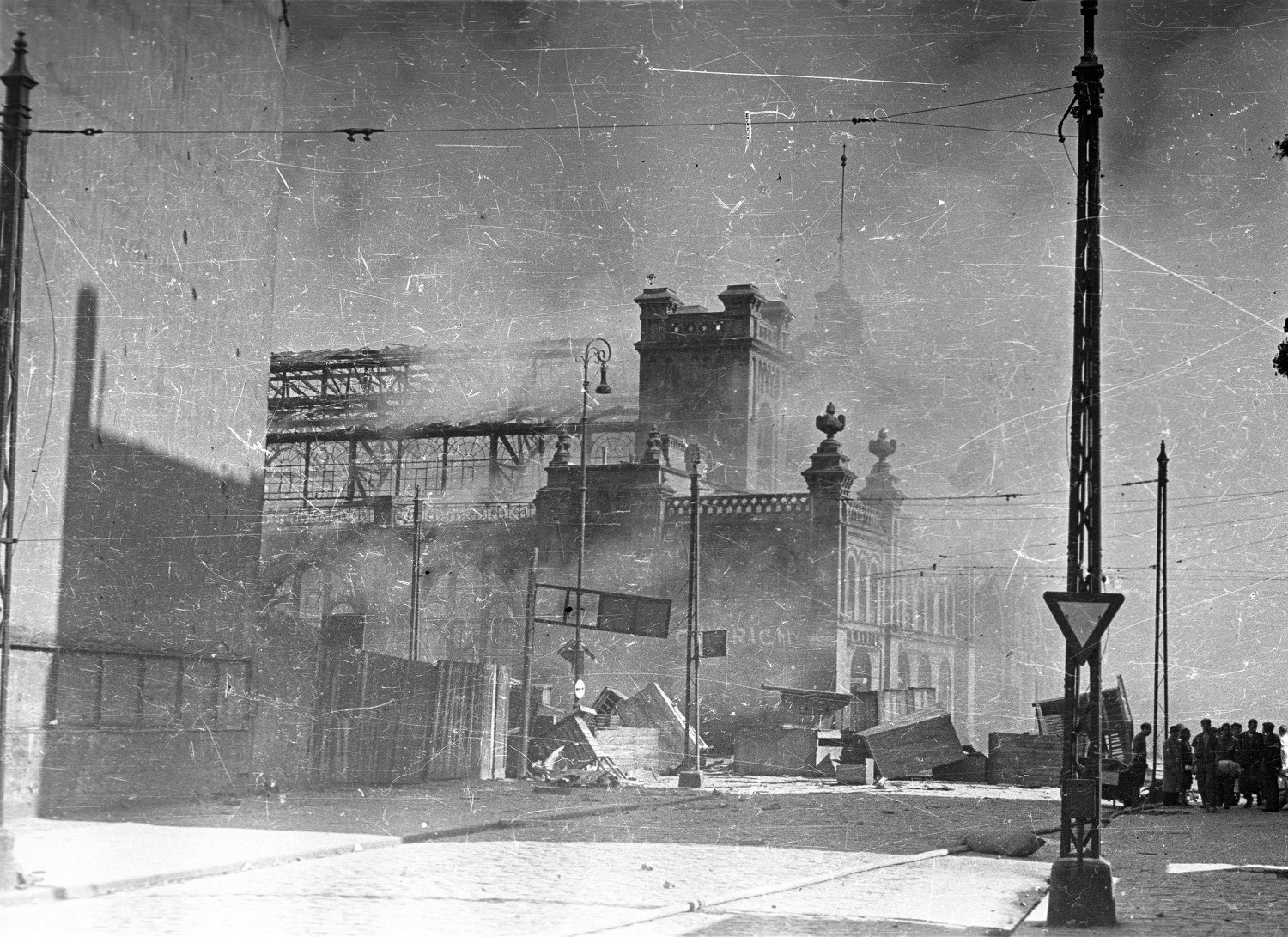
Płonąca hala Mirowska

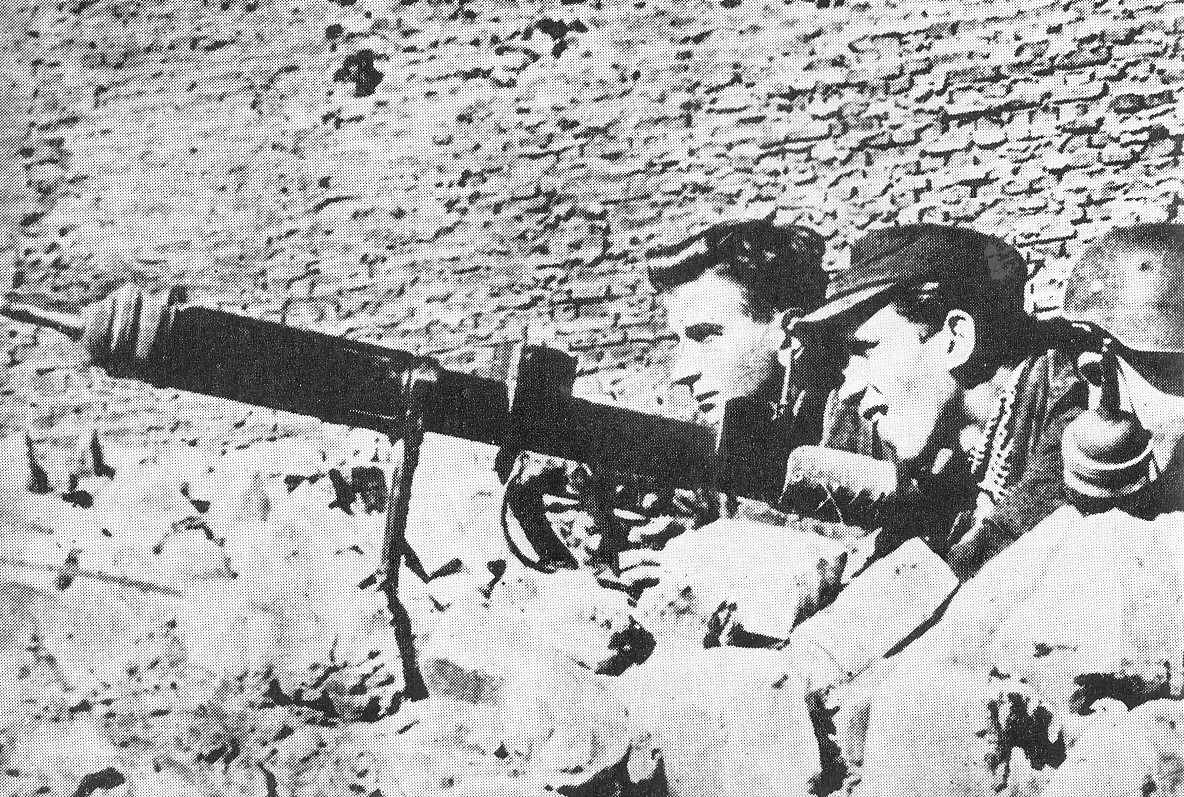
Powstańcy przy granatniku przeciwpancernym

Siły niemieckie otwierają korytarz wzdłuż osi Wola – Ogród Saski – Krakowskie Przedmieście – most Kierbedzia. Od tego dnia działania powstańcze prowadzone będą w trzech, odizolowanych od siebie ośrodkach:
- Śródmieście (w tym Powiśle i Czerniaków);
- Mokotów;
- Stare Miasto wraz z Żoliborzem i Kampinosem, czyli zorganizowana ad hoc Grupa Północ dowodzona przez płk. dypl. Karola Ziemskiego ps. „Wachnowski” i podległa bezpośrednio Komendzie Głównej Armii Krajowej.

Grupę Północ tworzą: Zgrupowanie „Radosław” (ppłk. Jana Mazurkiewicza, ps. „Radosław”). Są to oddziały: „Broda 53”, „Zośka”, „Parasol”, „Miotła”, „Pięść” i „Czata 49” oraz oddziały ppłk. Jana Szypowskiego (ps. „Leśnik”), mjr inż. Olgierda Rudnickiego-Ostkiewicza (ps. „Sienkiewicz”), mjr Tadeusza Grzeszczyńskiego (ps. „Zawisza”), kpt. Lucjana Giżyńskiego (ps. „Gozdawa”) oraz zgrupowanie mjr Stanisława Błaszczaka (ps. „Róg”), harcerski batalion „Wigry” dowodzony przez kpt. Eugeniusza Konopackiego (ps. „Trzaska”) i odwody kpt. Gustawa Billewicza (ps. „Sosna”). Ponadto około 300 żołnierzy Armii Ludowej pod dowództwem mjr Bolesława Kowalskiego (ps. „Ryszard”). Łącznie około 7 tys. ludzi.
Rozpoczyna się zmasowany atak artyleryjski na Stare Miasto.
Trwają masowe morderstwa ludności cywilnej przez oddziały Heinza Reinefartha w rejonie: ul. Chłodna – Ogrodowa – pl. Mirowski – Hale Mirowskie – plac Żelaznej Bramy. Przeciwnatarcie sił polskich przy pl. Mirowskim oddziału mjr. „Zagończyka” (Stanisława Steczkowskiego). Zgrupowanie Radosława walczy o utrzymanie cmentarza kalwińskiego, a batalion „Zośka” o tereny dawnego getta. Na Ochocie trwają walki o gmach Monopolu Tytoniowego. Tego dnia harcerze roznoszą 900 listów. Powstaje powstańcza piosenka pt. Hymn Śródmieścia, której autorem jest Eugeniusz Żytomirski.
Tego dnia Karol Irzykowski w notatkach z tych wydarzeń napisał:

Już kilka dni temu słychać było jako coś humorystycznego, że Stalin pogniewał się na Polaków za to, że ośmielili się pierwsi wyswobadzać samych siebie i atakować Warszawę. Słyszano jednak jakąś rzekomą kanonadę armat bolszewickich na froncie, zwiastujących przesuwanie się wojsk bolszewickich ku Warszawie. Wnet to ustało.
Tego dnia zginęła Jadwiga Falkowska. Została zastrzelona przy al. Niepodległości 223 przez żołnierzy brygady RONA.
Po doniesieniach żołnierzy AK, o rzezi dokonywanej przez wojska niemieckie na Woli, W. Churchill
wywiera skuteczną presję m.in. na gen. J. Slessora, aby ten natychmiast zgodził się na loty do Warszawy. Slessor zezwala na loty, jednak w ograniczonym zakresie i tylko polskim załogom.
Porucznik John Ward, pilot RAF-u rozpoczyna tego dnia nadawanie do Londynu depesz z relacjami o sytuacji w walczącej Warszawie.
W godzinach wieczornych oddziały Pułku „Palmiry-Młociny” przypuszczają atak na niemieckie placówki przy trakcie Babice – Leszno. Z powodu słabego uzbrojenia polskich oddziałów uderzenie kończy się jedynie częściowym powodzeniem. Po zakończeniu walk żołnierze AK wycofują się w głąb Puszczy Kampinoskiej.